# Ukyo Katayama
Ukyo Katayama, född 29 maj 1963 i Tokyo, är en japansk racerförare. 

## Racingkarriär
Katayama vann det japanska formel 3000-mästerskapet 1991, och debuterade sedan i formel 1 för Larrousse-stallet säsongen 1992. Han kom under sin karriär i F1 på poängplats i tre lopp. En kombination av oerfarenhet och tekniskt undermåliga fordon gav skral utdelning de två första säsongerna. Säsongen 1994 tävlade Katayama med en tillförlitlig motor och visade stor potential under kvalificeringarna. Tyvärr stod inte lyckan bi i själva tävlingsloppen. Den följande säsongen led han av ryggcancer och nådde då inte sin fulla förmåga. Efter säsongen 1997 slutade han som formelbilförare och var då mest känd som en förare som kraschade i tid och otid. 
Katayama fortsatte några år till som förare i andra racingklasser, och 1999 kom han på andra plats i Le Mans 24-timmars i en Toyota GT-One. Efter att ha slutat tävlingsköra försökte Katayama bestiga Mount Everest. En sorglig parallell till F1-karriären var att han var tvungen att avbryta klättringen, på grund av en snöstorm, när han var nära att nå toppen. 

## F1-karriär
| Säsong | Stall/Tillverkare               | Poäng | Placering |
| ------ | ------------------------------- | ----- | --------- |
| 1992   | Larrousse (Venturi-Lamborghini) | 0     | –         |
| 1993   | Tyrrell-Yamaha                  | 0     | –         |
| 1994   | Tyrrell-Yamaha                  | 5     | 17        |
| 1995   | Tyrrell-Yamaha                  | 0     | –         |
| 1996   | Tyrrell-Yamaha                  | 0     | –         |
| 1997   | Minardi-Hart                    | 0     | –         |